# Brunnentalschanzen
Brunnentalschanzen – kompleks skoczni narciarskich w austriackiej miejscowości Stams, do którego należą obiekty K105 i K65.
Największa skocznia tego kompleksu, K105, jest obiektem niemal całkowicie naturalnym – jedynie jej bula została wsparta na sztucznej konstrukcji. Obie skocznie są wyłożone igelitem, nie mają jednak wspólnego zeskoku.

## Historia
Kompleks skoczni Brunnental to jeden z ważniejszych ośrodków letnich i zimowych skoków. Należy on do znanego gimnazjum narciarskiego, istniejącego od 1967. Wychowankami tej szkoły są znani zawodnicy: medaliści Igrzysk Olimpijskich i MŚ Świata m.in. Toni Innauer, Andreas Goldberger i Martin Höllwarth, Ernst Vettori, Gregor Schlierenzauer, Heinz Kuttin, Andreas Widhölzl, Andreas Kofler. Dawniej istniały tu starsze obiekty, ostatecznie zburzone w 1986. Nowe skocznie, po problemach z osuwającą się ziemią, otwarto w 1992. We wrześniu tego roku zorganizowano pierwsze zawody. Na skoczni tej zaczęto organizować zawody w Letniej Grand Prix, jednak od czasu wyłożenia skoczni Bergisel w Innsbrucku igelitem skocznia Brunnental jest głównie ośrodkiem treningowym, najczęściej wykorzystywanym po wiosennej przerwie.

## Dane obiektu K105
- Punkt K: 105 m
- Wielkość skoczni: 115 m
- Punkt sędziowski: 113 m
- Widownia: 12 000
- Wysokość progu: 3,5 m
- Średnia prędkość na progu: 85.5 km/h
- Nachylenie progu: 11.0°
- Nachylenie zeskoku: 38.0°

## Galeria

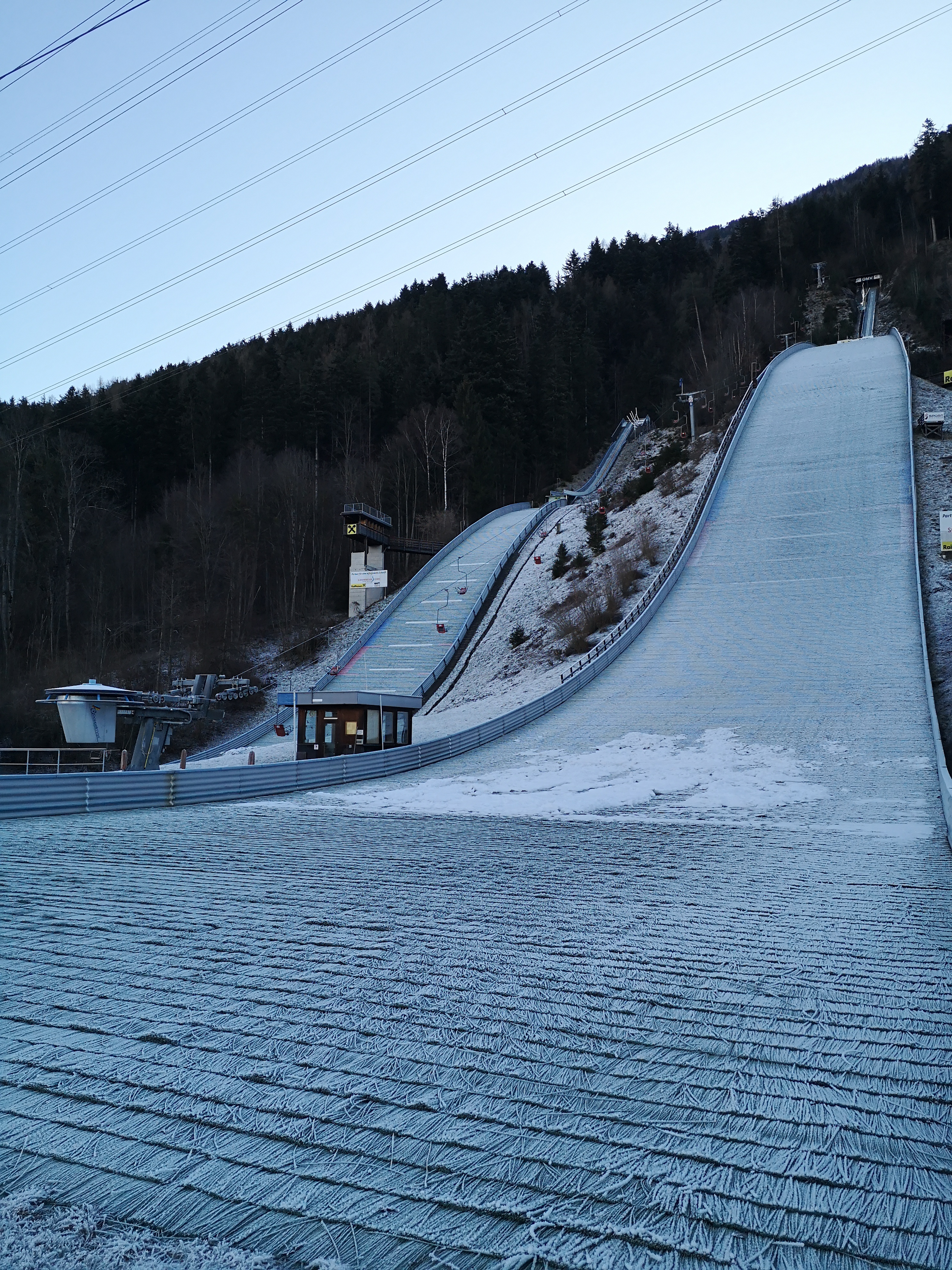
Brunnentalschanzen (na pierwszym planie skocznia HS115)
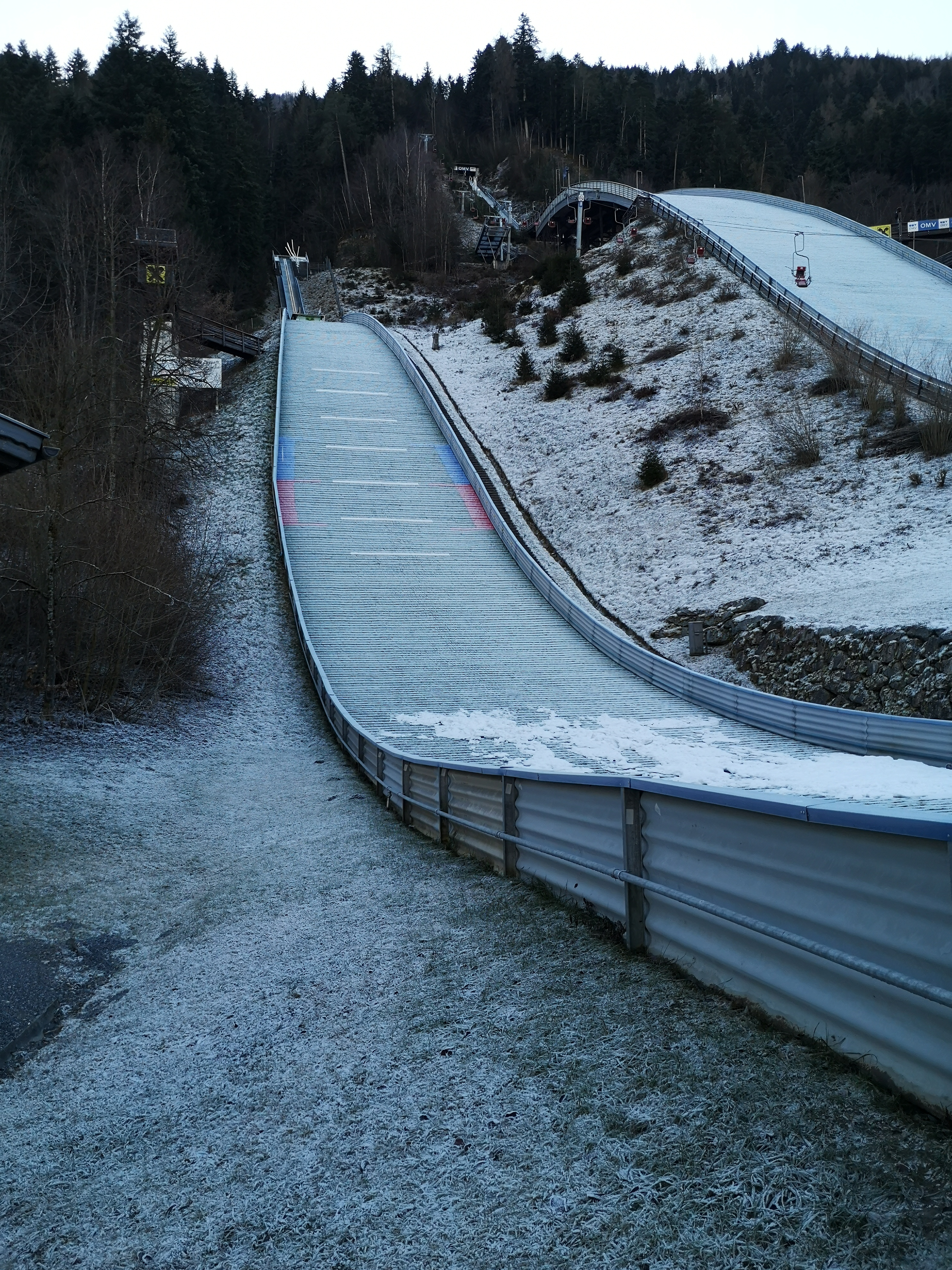
Brunnentalschanzen (na pierwszym planie skocznia HS65)
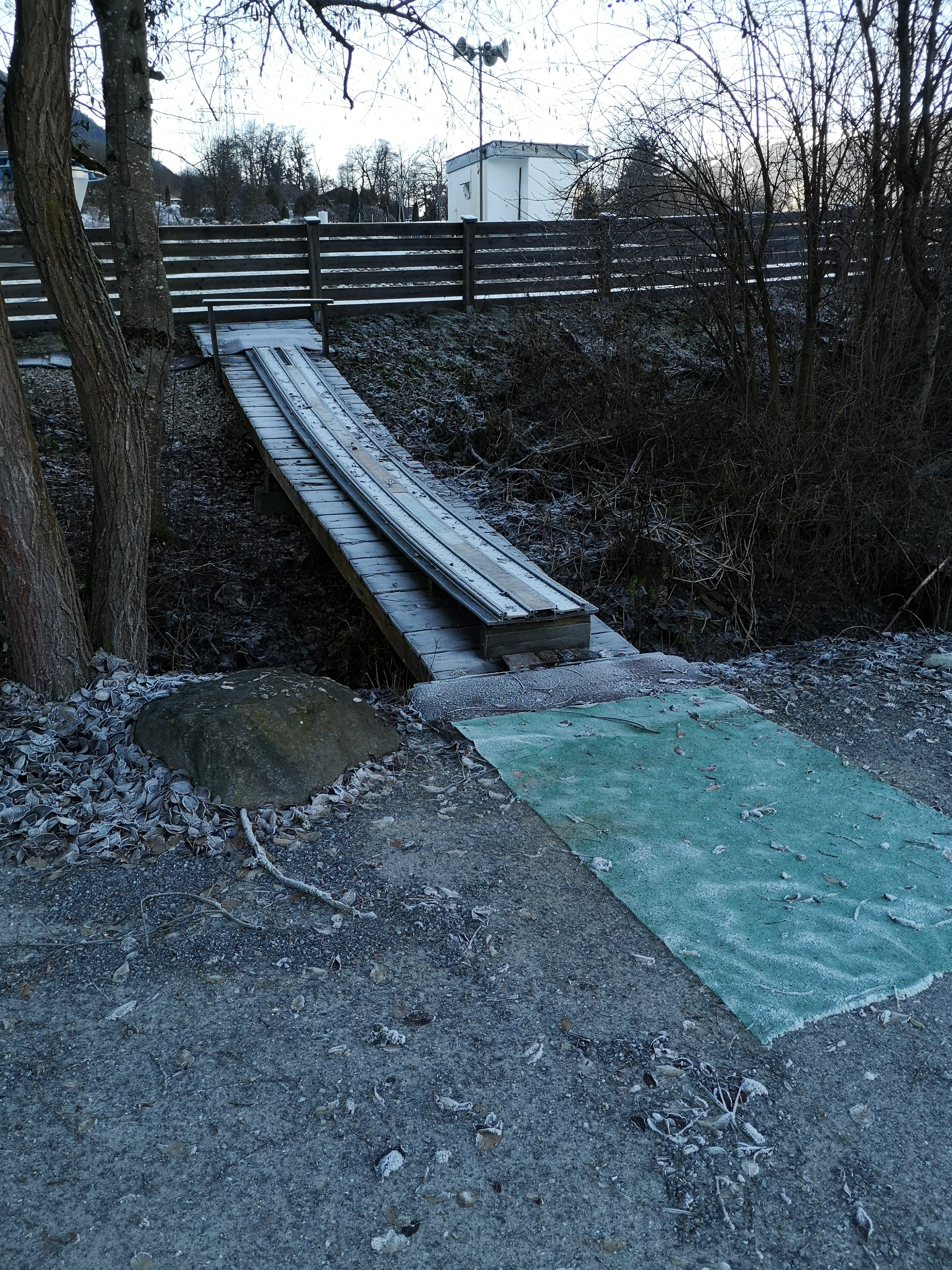
Miniaturowa skocznia
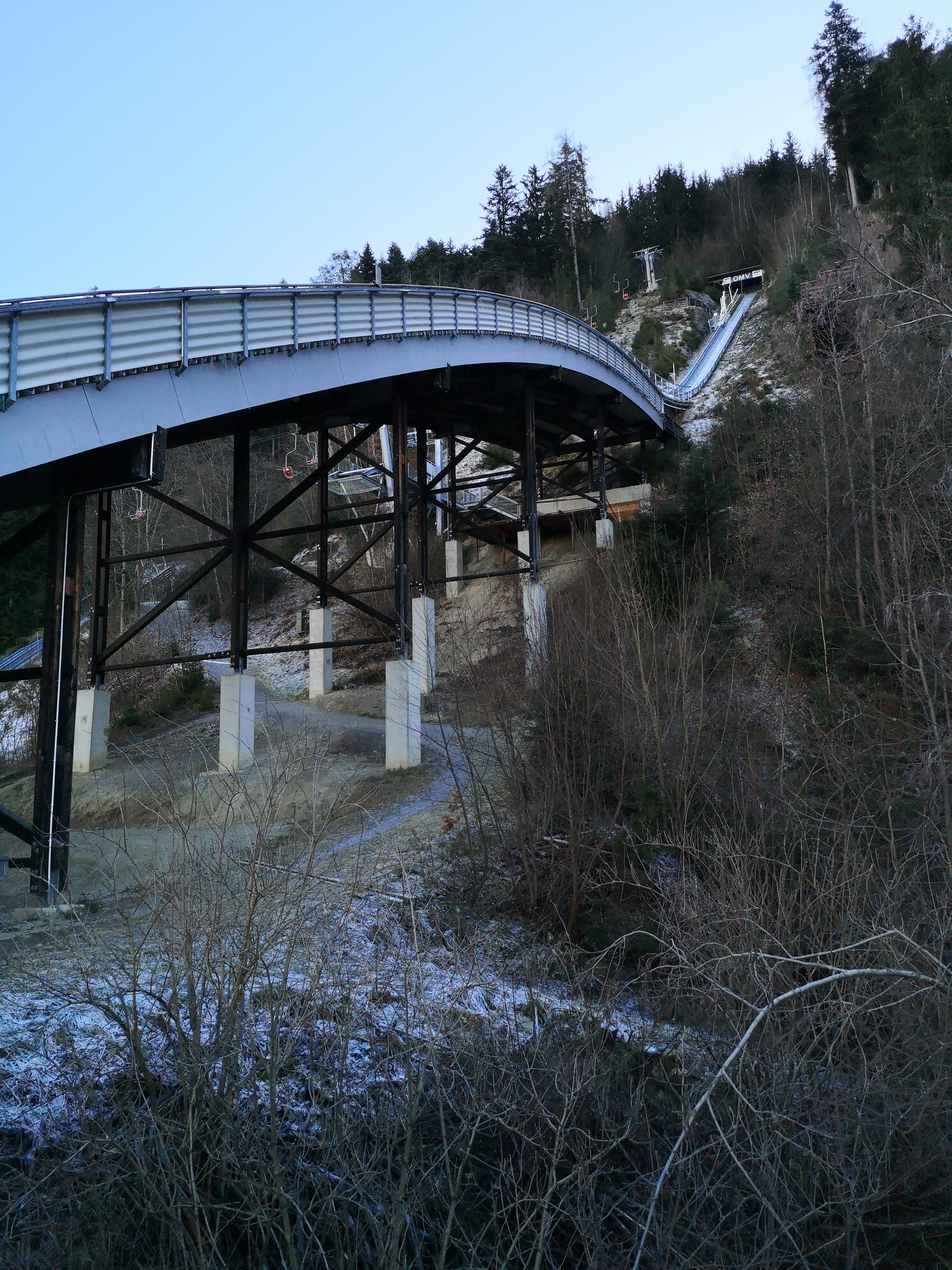
Bula skoczni HS115
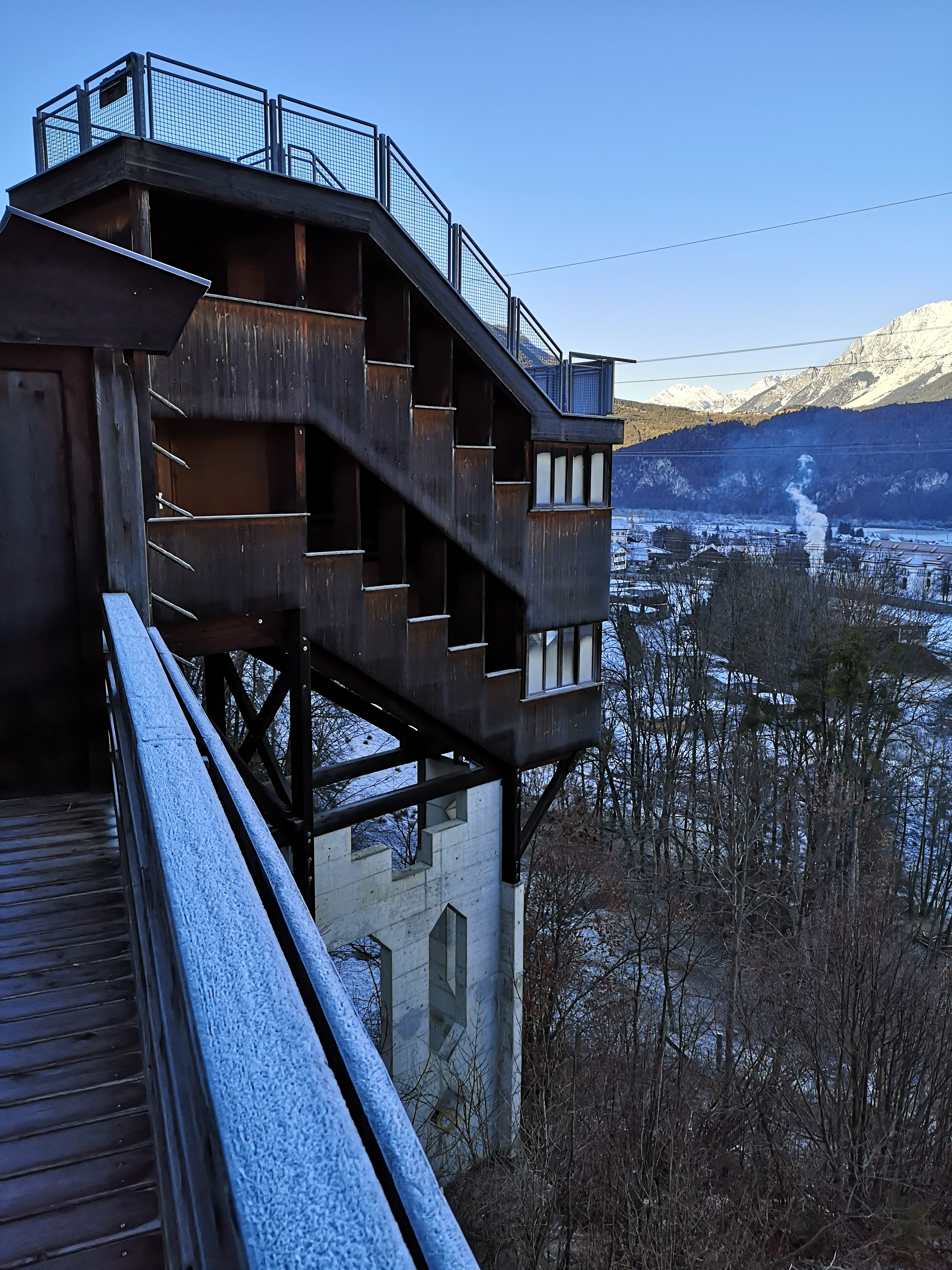
Wieża sędziowska
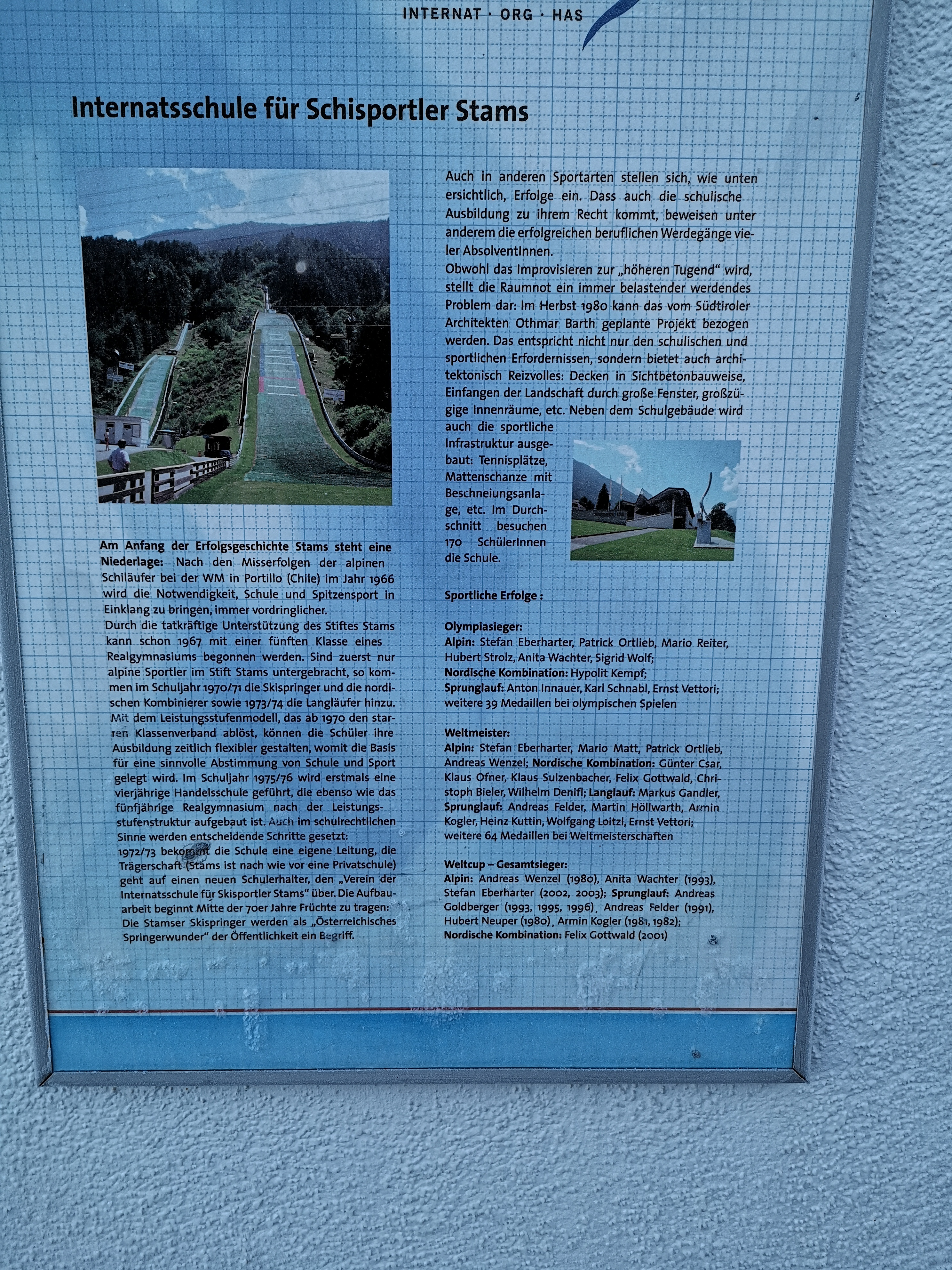
Tablica informacyjna
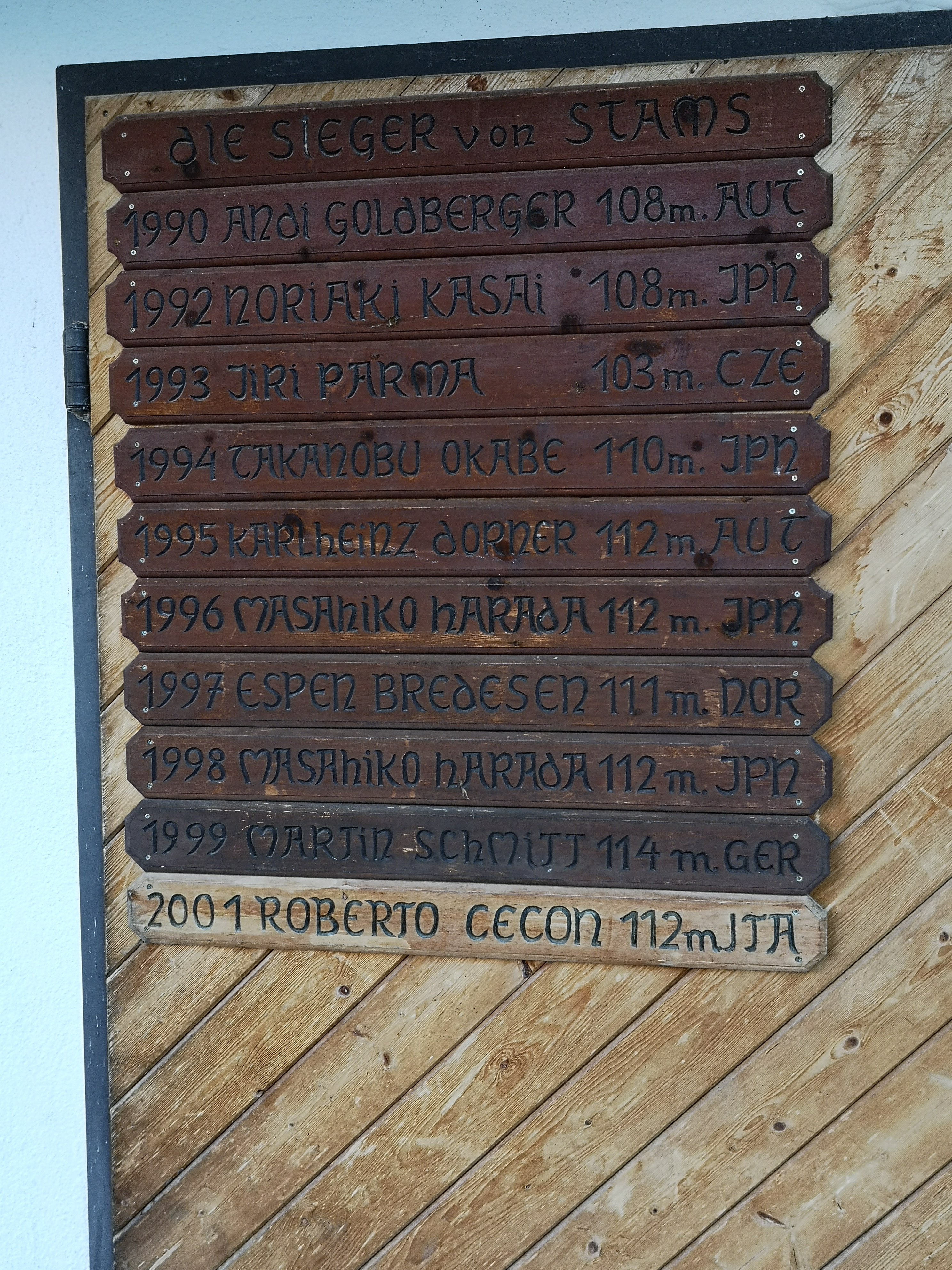
Zwycięzcy zawodów